# Erica melanthera
Erica melanthera là một loài thực vật có hoa trong họ Thạch nam. Loài này được L. mô tả khoa học đầu tiên năm 1771.

## Hình ảnh

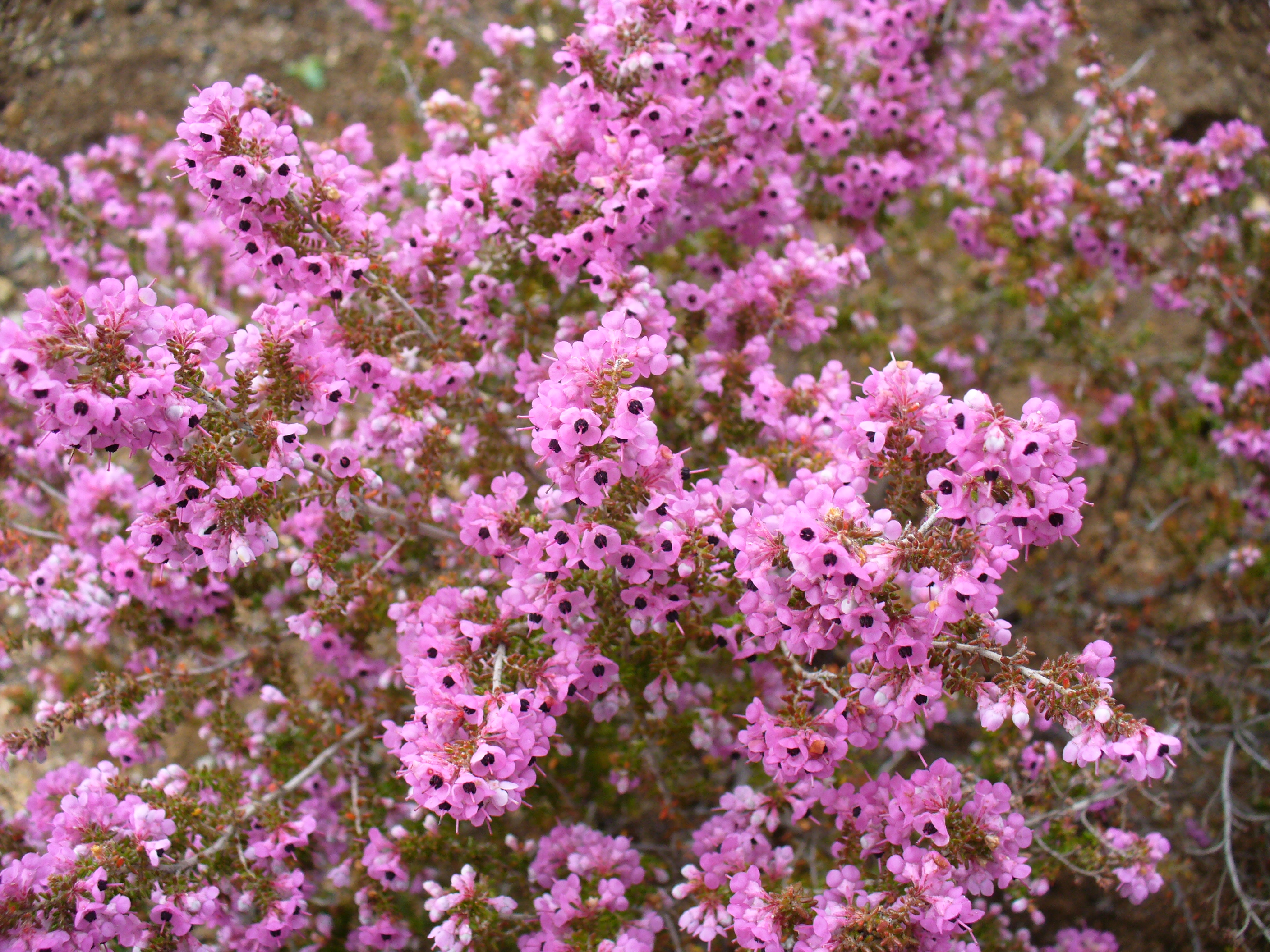
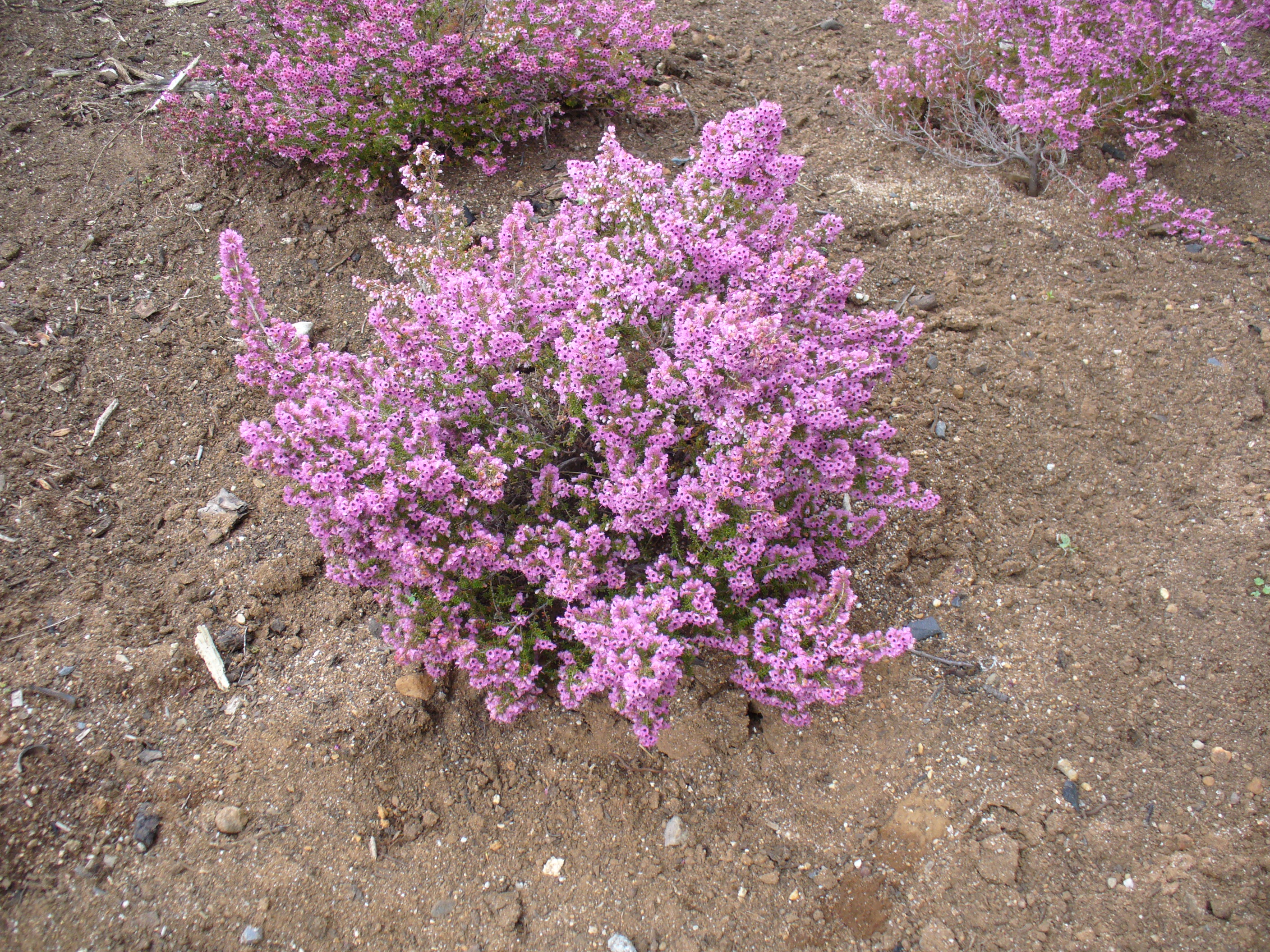